# ألان ستارلينغ
ألان ستارلينغ (بالإنجليزية: Alan Starling)‏ هو لاعب كرة قدم بريطاني في مركز حراسة المرمى، ولد في 2 أبريل 1951 في داجنهام في المملكة المتحدة. لعب مع نادي توركي يونايتد ونادي لوتون تاون ونورثامبتون تاون وهدرسفيلد تاون.